# شیرینی نان قیفی با خامه

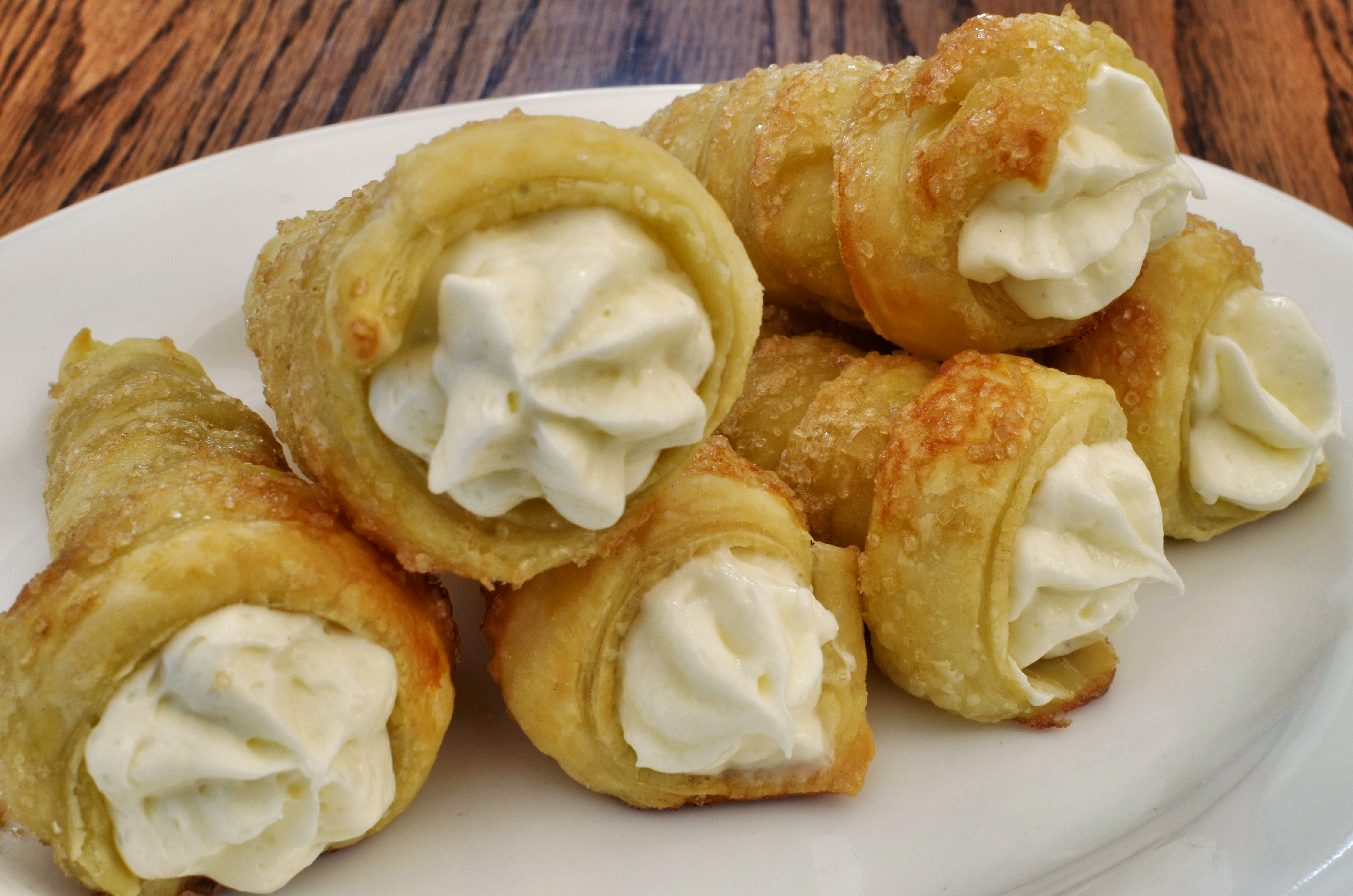
شیرینی نان قیفی کرم دار

شیرینی نان قیفی با خامه (به انگلیسی: Cream horn) نوعی شیرینی است که از خمیر هزارلا و خامه فرم گرفته درست می‌شود. این شیرینی در ایران به نام‌هایی همچون کرم قیفی، شیرینی قیفی، شیرینی قیفی کرم دار نیز مشهور است.
شکل نان قیفی از پیچاندن نوارهای خمیر روی هم در اطراف یک قالب فلزی ورق نازک مخروطی ایجاد می‌شود. بعد از پخت، شیرینی را با خامه فرم گرفته پر می‌کنیم. روی شیرینی را می‌توان شکر قنادی پاشید

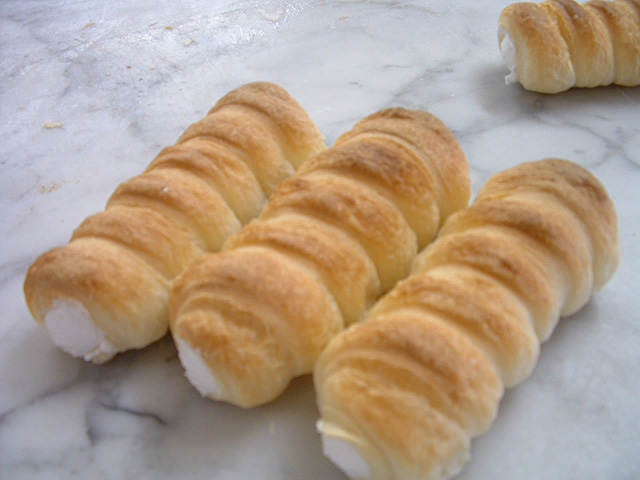
نان قیفی اتریشی

نان قیفی کرم دار در ایتالیا به نام cannoncini , kornedákia (یونانی: κορνεδάκια نامیده می‌شوند)